# ブロル・エーストマン
ブロル・エーストマン（Bror Östman、1928年10月10日 - 1992年4月23日）はスウェーデンの元スキージャンプ選手。1950年代に活躍した。

## プロフィール
1952年のオスロオリンピックでは32位、1954年ノルディックスキー世界選手権で銅メダルを獲得した。
1956年のコルティナダンペッツォオリンピックでは14位だった。